# Erebia discoidalis
Erebia discoidalis är en fjärilsart som beskrevs av Kirby 1837. Erebia discoidalis ingår i släktet Erebia och familjen praktfjärilar. Inga underarter finns listade i Catalogue of Life.

## Bildgalleri

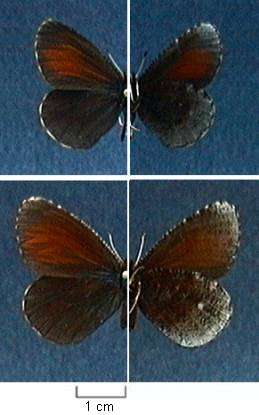